# Torrent de l'Om (Monistrol de Calders)
El torrent de l'Om, també denominat riera de l'Om, és un torrent que discorre pels termes municipals de Granera, on rep el nom de Torrent de la Roca, i Monistrol de Calders, al Moianès.

## Origen
Es forma a ponent de masia de la Roca per la unió del torrent de la Roca i del torrent de Font de Buc.

## Granera
Discorre pel terme de Granera només uns 200 metres, al nord del Serrat del Moro i al sud de la Solella del Coll i a ponent de la masia de la Roca. Tot seguit, uns 300 metres més, en direcció a ponent, fa de termenal entre Granera i Monistrol de Calders. De seguida, però, entra en territori de Monistrol de Calders.

## Monistrol de Calders
La major part del seu curs és en terme monistrolenc. Hi entra en el lloc que s'acaba de descriure, al paratge conegut com el Carnerol, al nord del Serrat de l'Otzetó, Fent contínues giragonses, s'adreça cap a l'oest i, alhora, es va decantant lleugerament cap al nord. Passa a migdia del Serrat del Trompa i al nord del lloc on hi hagué la masia de l'Otzetó, i passa a ran de la Bauma Freda, situada al costat dret del torrent. De seguida després rep per l'esquerra el torrent de les Fraus de l'Otzet, lloc on el torrent gira un breu tram cap al nord, deixant a la dreta les restes de la masia de l'Om. En aquest tram, tot el marge esquerre del riu, de molt pendís, és el vessant nord-est del Puig del Rossinyol, antigament Puigllobató.
A continuació deixa a la dreta els Pins del Julià, i rep per la dreta el torrent de la Baga de l'Om, just al lloc on es troba el Gorg Negre. Passa a migdia de la Casa Nova i tot seguit arriba al sud de les primeres cases de la Urbanització Masia del Solà, a migdia del poble de Monistrol de Calders. Quan rep per l'esquerra el torrent de la Cucalera, a les Cabres Encantades, el torrent de l'Om gira cap al nord, i ressegueix pel costat de ponent tota la urbanització esmentada, de forma paral·lela per llevant a la carretera B-124. Fa un darrer meandre en doble angle recte ran -oest i nord- del Camp del Mestre Plans, al sud-est de la Casella, i encara, cap al nord des de les Cabres Encantades, el darrer tram. Quan arriba a les primeres cases del poble troba el Pont del Solà i cent metres després fa una darrera girada i s'aboca en la riera de Sant Joan. En aquesta recta final, just en passar ran de l'extrem nord del carrer Nou, troba la Font del Poble, d'on treu l'aigua potable el poble de Monistrol de Calders.